# Латур, Теодор фон
Теодо́р Байе́ фон Лату́р, граф (нем. Theodor Graf Baillet von Latour; 15 июня 1780 — 6 октября 1848) — австрийский военачальник, фельдцейхмейстер (1846 год), австрийский генерал с 1815 года, с 1848 года военный министр в кабинете Вессенберга.

## Биография
Сын известного генерала революционных и наполеоновских войн Максимилиана Байе фон Латура (1737—1806). Получил образование в Терезианской академии и в Инженерной академии, в 1799 году поступил обер-лейтенантом в инженерный корпус, принял участие в войне с Францией, сражался при Маренго.
В 1804 году в чине капитана причислен к Генеральному штабу, с 1805 года — майор, в войне с Францией 1805 года попал в плен при капитуляции Ульма.
В войне 1809 года сражался в составе корпуса эрцгерцога Фердинанда в Галиции, получил чин подполковника.
В 1812 году в составе корпуса князя Шварценберга участвовал в Русском походе, в антифранцузской кампании 1813 года был уже полковником, сражался под Дрезденом и Лейпцигом, получил от российского императора ордена Святого Георгия 4-й степени (3 [15] августа 1814 года) и Святого Владимира 2-й степени (31 июля [11 августа] 1815 года).
В кампаниях 1814—1815 годов был начальником штаба корпуса кронпринца Вюртембергского. 26 сентября 1814 года получил чин генерал-майора, заслужил также рыцарский крест ордена Марии Терезии.
В 1822 году назначен командиром артиллерийской бригады в Ольмюце и шефом артполка, в 1829 году возглавил военную комиссию Федерального собрания во Франкфурте, в 1831 году получил звание фельдмаршал-лейтенанта, затем отозван в Вену.
19 октября 1846 года получил звание фельдцейхмейстера.
С июля по октябрь 1848 года был военным министром Австрии. Принимал участие в подавлении революции 1848 года в Италии, Чехии, Галиции. Сторонник абсолютной монархии, ревностный приверженец императора Фердинанда I, Латур был одним из главных организаторов контрреволюционного похода против венгров, восставших в 1848 году против австрийского абсолютизма.
Повешен, восставшим народом, в Вене на фонарном столбе в центре площади Ам-Хоф во время октябрьского восстания (бунта), в другом источнике указано что он был убит, в ходе уличных боев, вызванных приказом Латура направить войска на подавление революции в Венгрии, и уже убитого Латура повесили на фонаре.